# Винокурова Антоніна Іванівна
Антоніна Іванівна Винокурова (нар. 1937 — ?) — українська радянська діячка, головний зоотехнік колгоспу імені Ілліча Путивльського району Сумської області. Депутат Верховної Ради УРСР 9—10-го скликань.

## Біографія
Народилася в родині робітника цукрового заводу Івана Михайловича Рябухи. Батько загинув на фронтах Другої світової війни.
Освіта середня спеціальна. У 1957 році закінчила сільськогосподарський технікум.
З 1957 року — головний зоотехнік колгоспу імені Ілліча села Малушине Путивльського району Сумської області.
Потім — на пенсії.

## Нагороди
- ордени
- медалі